# Picnodisostosi
La picnodisostosi (dal greco letterale, "disordine delle ossa dense"), anche nota come sindrome di Toulouse-Lautrec dal nome dell'eponimo pittore che si suppone ne fosse affetto, è una malattia da accumulo lisosomiale che colpisce lo scheletro, causata da una mutazione del gene che codifica per l'enzima catepsina K. Clinicamente è un'osteosclerosi geneticamente determinata con trasmissione di tipo autosomico recessivo.
Si caratterizza clinicamente per la presenza di osteopetrosi, nanismo, cranio ingrossato con ipoplasia dell'angolo mandibolare, agenesia delle dita dei piedi e delle mani, unghie distrofiche, mancata chiusura della fontanella bregmatica e sclere blu.

## Storia
La malattia è stata descritta indipendentemente da Pierre Maroteaux e Emile Maurice Joseph Lamy e Andreoli e coll. nel 1962. Tre anni dopo la descrizione della malattia da parte di Maroteaux e Lamy fu ipotizzato che il pittore Henri de Toulouse-Lautrec (1864-1901) fosse un soggetto affetto da questa malattia. Ciò sulla base di alcune considerazioni: la bassa statura del pittore; la consanguineità dei genitori, erano infatti cugini di primo grado; la fragilità ossea spiegata dall'uso del bastone già in giovane età; la non chiusura delle fontanelle craniali, ipotizzata dall'abitudine del pittore a portare sempre un cappello rigido; la stessa barba portata per mitigare la mandibola sfuggente.
Secondo altri clinici, però, si pensa che il pittore francese soffrisse di un'osteogenesi imperfetta, malattia con manifestazioni simili. Questo dubbio che divide la comunità scientifica potrebbe essere risolto definitivamente facendo un'analisi genetica nei parenti discendenti del grande pittore, oppure riesumando ed analizzando le ossa dell'artista.
Una pubblicazione di autori greci del 2002 ipotizza che anche Esopo avrebbe potuto soffrire di picnodisostosi.

## Epidemiologia
La frequenza esatta della picnodisostosi non è conosciuta; si stima una prevalenza inferiore a 1/100 000
È certo che essa è legata alla consanguineità in circa un 30% dei casi.
Le picnodisostosi possono essere classificate nel grande gruppo delle malattie genetiche che sono singolarmente rare, ma collettivamente sono patologie socialmente importanti per la somma della loro incidenza nella popolazione, e soprattutto per il loro forte impatto sulla qualità di vita degli individui affetti.

## Genetica

La picnodisostosi ha un'eredità di tipo autosomico recessivo.

La picnodisostosi è una malattia genetica a trasmissione autosomica recessiva con un coinvolgimento del cromosoma 1q21, che causa un deficit della produzione dell'enzima catepsina K con conseguente ridotta attività collagenasica. La catepsina K è una cisteina proteasi presente negli osteoclasti, essenziale per il processo di riassorbimento osseo operato da queste cellule. La carenza di questo enzima è nota essere la causa di questa condizione perché provoca una ridotta capacità di degradare il collagene di tipo I, dell'osteopontina e dell'osteonectina; pur presentando l'osteoclasta una morfologia cellulare del tutto normale.
La malattia ha un'età di esordio variabile e causa costantemente bassa statura. L'altezza dei maschi adulti con la malattia è, infatti, inferiore a 150 cm mentre le femmine adulte affette dalla malattia sono ancora più basse.
È interessante notare che, la catepsina K è diventata un importante obbiettivo terapeutico (target) per il trattamento farmacologico dell'osteoporosi, questo grazie alla scoperta dell'eziologia della picnodisostosi.
Inoltre esistono dei gatti di tipo knockout che non codificano la catepsina K, e per questo sono un modello animale sperimentale della malattia o delle ricerche sulla catepsina K.
La malattia, come detto, è stata denominata sindrome di Toulouse-Lautrec, dal nome dell'artista francese Henri de Toulouse-Lautrec che pare ne abbia sofferto. Nel 1996, il gene difettoso responsabile della picnodisostosi è stato individuato, permettendo una diagnosi accurata e una comprensione più approfondita della questa malattia.

## Clinica
La picnodisostosi presenta un rapporto tra i sessi di 2M:1F, con presenza di anomalie che riguardano la testa e il viso, i denti, le ossa collo, la pelle, le unghie (unghie distrofiche) e le sclere (sclere blu).
Circa un sesto dei soggetti affetti sembra presentare ritardo mentale; anche se questo non è segnalato da altri autori.
La malattia rende le ossa anormalmente dense (osteopetrosi); nelle ultime ossa delle dita, la falange distale è più corta del normale (osteolisi delle falangi), e vi è una ritardata fusione delle suture delle ossa del cranio nella tenera età, in modo tale che la (fontanella) sulla parte superiore della testa rimane ampiamente aperta, anche in età adulta. All'interno delle suture del cranio aperto, ci possono essere molte piccole ossa chiamate ossa wormiane.
Vi è, inoltre, un'ipoplasia dell'angolo mandibolare e della clavicola soggetta a elevato rischio di fratture.
L'esame radiologico evidenzia una generalizzata osteosclerosi, frequente fallimento della segmentazione delle vertebre atlante (C1) ed epistrofeo (C 2) e spondilolistesi di C 2 e della zona LomboSacrale, con cifoscoliosi e lordosi lombare. Il soggetto interessato ha ossa molto inclini alla frattura da stress (per traumi minimi).
La parte anteriore e posteriore della testa sono prominenti con un cranio grande di forma allungata e stretto con fronte sporgente. Il naso è prominente o aquilino; la mandibola può essere di piccole dimensioni (micrognazia). Il palato è stretto e ogivale con scanalature. Può esserci esoftalmo da ipoplasia orbitaria.
I denti da latte erompono in ritardo e possono cadere (deciduare) molto più tardi del solito. I denti permanenti erompono molto lentamente (comparsa), e sono comunemente irregolari (affollati) e cariati per ipoplasia dello smalto; inoltre alcuni denti possono mancare del tutto (ipodonzia).
Le ossa del collo sono spesso sottosviluppate e non perfettamente funzionali; ed inoltre chi soffre di questa sindrome ha le ossa fragili che facilmente tendono a rompersi, specialmente quelle delle gambe e dei piedi con conseguente valgismo delle ginocchia.
La pelle sul dorso delle dita è molto rugosa e le unghie sono piatte con scanalature (displasiche).
La picnodisostosi causa seri problemi che si evidenziano nel tempo; malgrado ciò spesso la malattia dà un'aspettativa di vita normale. A parte la fragilità ossea, i difetti vertebrali fanno sì che la colonna vertebrale si curvi lateralmente con conseguente grave scoliosi.
In questa malattia gli osteoclasti sono normalmente presenti, ma non funzionali per il deficit di catepsina K che non permette loro di far produrre le proteinasi nelle vicinanze dell'orletto a spazzola degli stessi, proteinasi che sono essenziali per il riassorbimento osseo fisiologico. Ê segnalata anche un'ipotesi etiologica virale.
La diagnosi differenziale va fatta con l'osteopetrosi, disostosi-scleido-craniale e la displasia diafisaria progressiva.

### Complicanze
Sono riportati casi di osteomieliti croniche conseguenti a fratture mandibolari, che richiedono terapia antibiotica e consolidamenti ossei con placche metalliche.

## Terapia
La prevenzione prevede la consulenza genetica, la prevenzione e cura odontostomatologiche e la prevenzione e terapia delle fratture.
Il trattamento più usato consiste nella somministrazione dell'ormone della crescita per accelerare e stimolare la crescita.
La terapia ortopedica comprende il trattamento delle fratture da stress. Molto difficile è da trattare la frequente displasia cronica della mandibola.